# Pflugerville
Pflugerville (/ˈfluːɡərvɪl/) è un comune (city) degli Stati Uniti d'America situato tra le contee di Travis e Williamson nello Stato del Texas. La popolazione era di 46.936 abitanti al censimento del 2010. Pflugerville è un sobborgo di Austin e fa parte dell'area statistica metropolitana di Austin-Round Rock-San Marcos.

## Geografia fisica
Pflugerville è situata a 30°26′46″N 97°37′26″W (30.446122, -97.623989).
Secondo lo United States Census Bureau, la città ha una superficie totale di 57,84 km², dei quali 57,81 km² di territorio e 0,03 km² di acque interne (0,05% del totale).
Si trova 15 miglia (24 km) a nord di Austin.

## Società

### Evoluzione demografica
Secondo il censimento del 2010, la popolazione era di 46.936 abitanti.

### Etnie e minoranze straniere
Secondo il censimento del 2010, la composizione etnica della città era formata dal 64,1% di bianchi, il 15,51% di afroamericani, lo 0,62% di nativi americani, il 7,39% di asiatici, lo 0,14% di oceanici, l'8,61% di altre razze, e il 3,63% di due o più etnie. Ispanici o latinos di qualunque razza erano il 27,75% della popolazione.